# カラーステイ

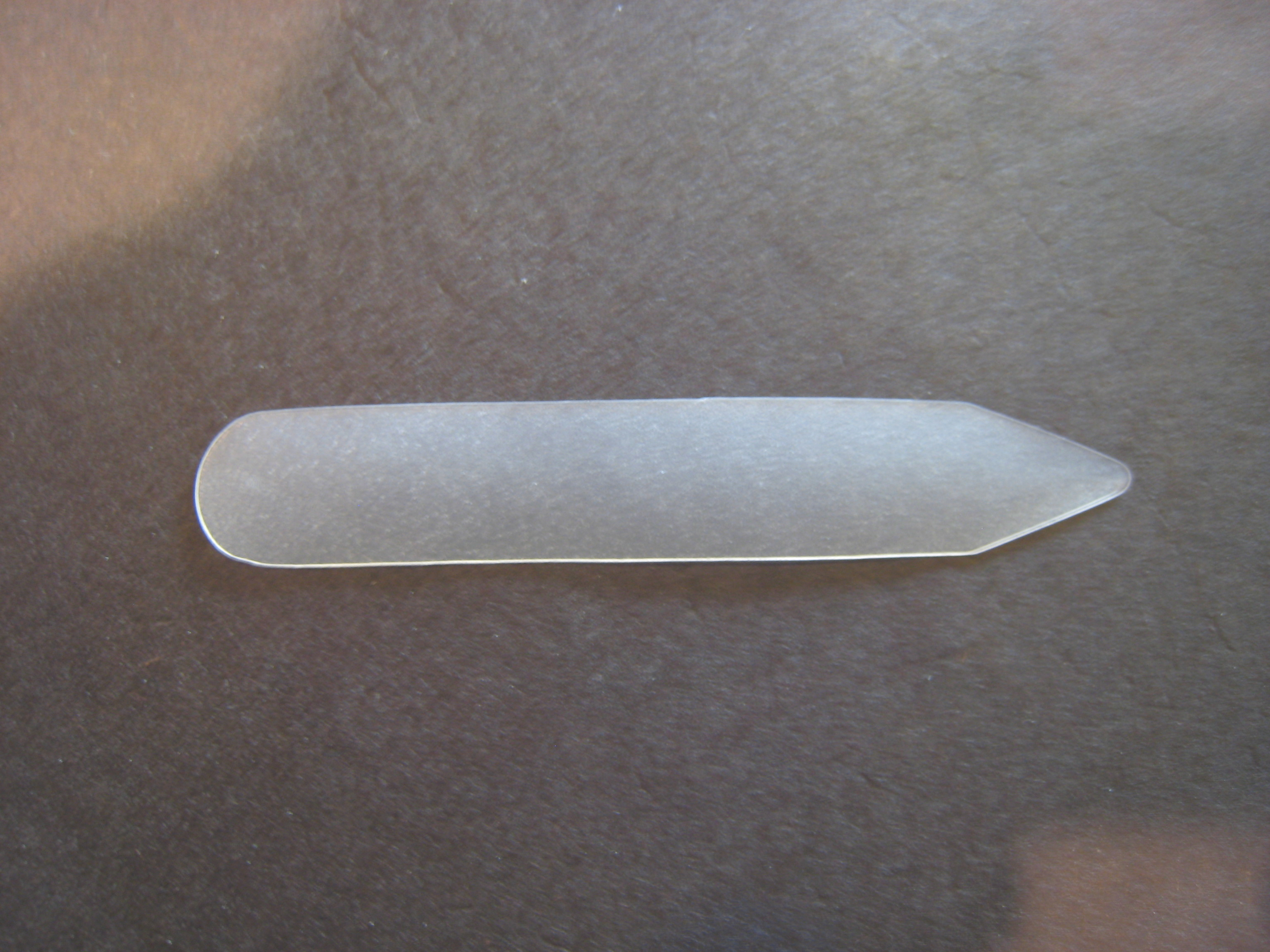
プラスチック製のカラーステイ（取り外した状態）

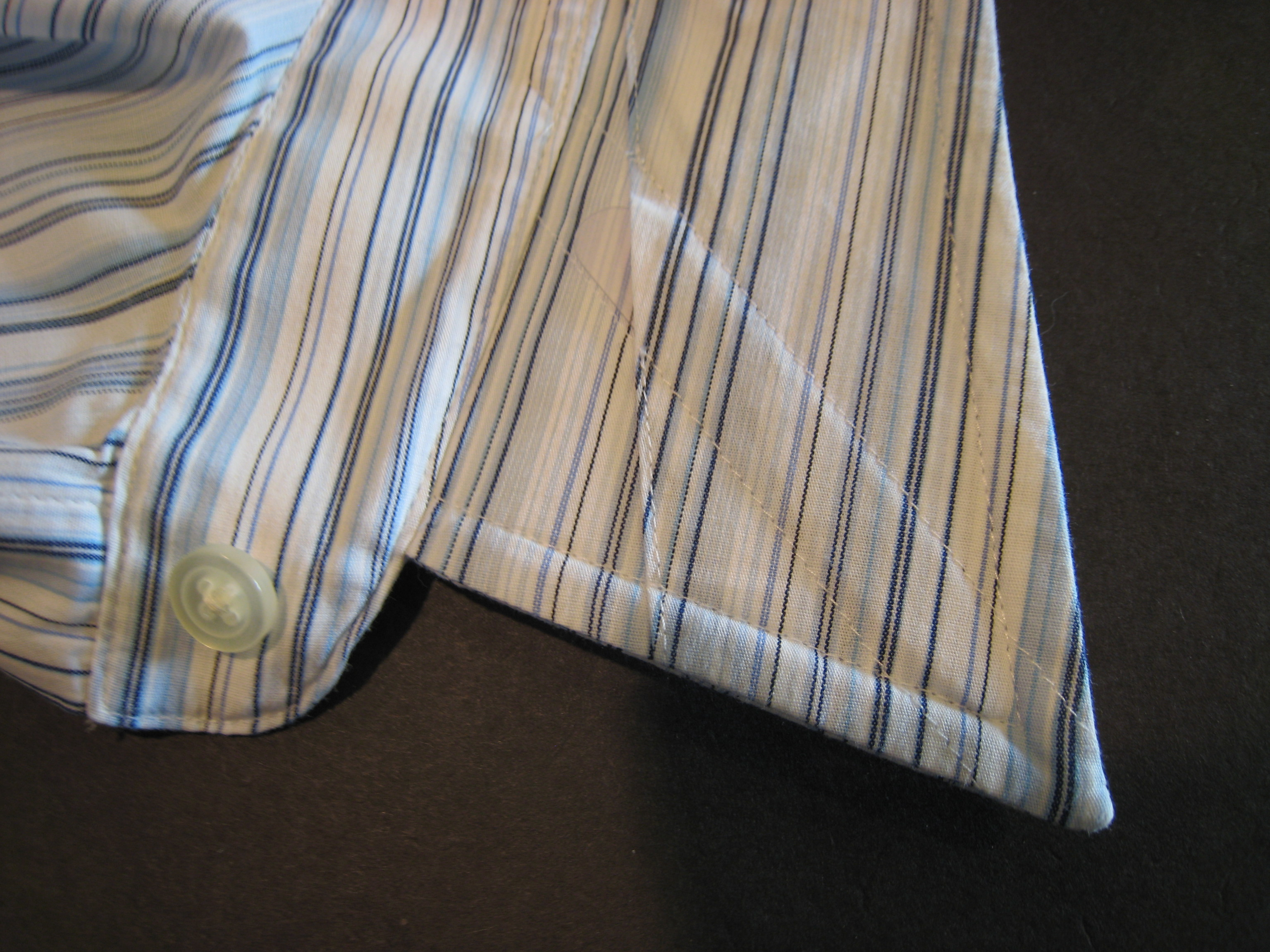
カラーステイを装着したシャツの襟（裏側）

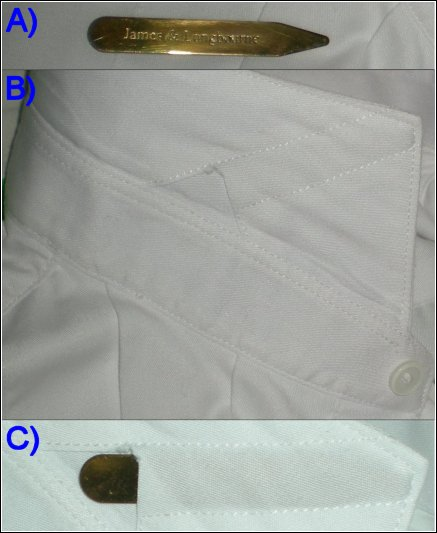
金属製のカラーステイと入れ方

カラーステイ（英語: Collar stays) とは、ワイシャツの襟裏に作られたポケットに挿して襟先に張りを持たせ、また逆に跳ね上がらないようにする器具。カラーキーパー（襟キーパー）、カラーセル、カラーボーンとも呼ぶ。
- プラスチック製や金属製、角製がある。
- 洗濯時に紛失や破損があるので取り外せるものは外す。
- 予め縫いこまれているものも多い。